# Hekabe
Hekabe (także Hekuba, gr. Ἑκάβη Hekábē, łac. Hecabe) – w mitologii greckiej królowa Troi.
Uchodziła za żonę króla Priama. Była matką dziewiętnaściorga spośród jego 50 dzieci, m.in.: Hektora, Parysa, Deifobosa, Polidora, Kasandry, Helenosa, Kreuzy, Polikseny, Laodike, Medesykasty, Polidamasa, Troilosa i Pandarosa.
W czasie burzenia Troi przeżyła śmierć wszystkich swych dzieci i została niewolnicą Odyseusza. Według innej wersji mitu po śmierci najmłodszego z synów, zamieniona w sukę wyjącą na jego grobie, rzuciła się z rozpaczy do morza.
Motyw smutku Hekabe przejawia się w sztuce i literaturze (np. Eurypidesa) jako symbol nieszczęścia, rozpaczy i bólu.